# Кюсю-синкансэн
Кюсю-синкансэн (яп. 九州新幹線) — линия сети синкансэн, высокоскоростных железных дорог в Японии. Соединяет города Фукуока и Кагосима. Идет параллельно существующей Главной линии Кагосима и управляется Kyushu Railway Company (JR Kyushu). Южная часть (длиной 127 км) была открыта 13 марта 2004 года, а северная (130 км) — 12 марта 2011 года. Однако церемония открытия была отменена в связи с сильнейшим землетрясением в Японии. Строительство ответвления от Син-Тосу до Нагасаки, приблизительно 118 км в длину, началось в 2008 году. На всех 12 станциях синкансэна установлены автоматические платформенные ворота.

## Маршрут Кагосима
Строительство Маршрута Кагосима (яп. 鹿児島ルート) началось в 1991 году, и 13 марта 2004 года была открыта первая часть между Кагосима и Яцусиро. Это сокращает время в пути между этими городами с изначальных 130 минут до 35 минут, и уменьшает время в пути между Хаката и Кагосима с 4 часов до 2 часов. После завершения линии время прохождения от Хаката до Кагосима будет составлять чуть более часа. Как и на исходных линиях Синкансэн, Кюсю-синкансэн обладает стандартной колеей.
Линия соединяется с Санъё-синкансэн на станции Хаката, используя Линию Хаката-Минами.

## Маршрут Нагасаки (Западный Кюсю)
Линия Синкансэн из Фукуока до Нагасаки, первоначально известная как Нагасаки-синкансэн (яп. 長崎新幹線), была заложена в Основной план в 1973 году. Переименована в Маршрут Нагасаки (яп. 長崎ルート), затем название изменено на Маршрут Западный Кюсю (яп. 西九州ルート) в 1995 году, планирование линии было замедлено озабоченностью о потребности дублирования существующей узкоколейной линии от Син-Тосу до Такео-Онсен.
С 2009 текущий план состоит в том, чтобы продолжить использовать существующую колею от Син-Тосу до Такео-Онсен и построить новую узкую колею Супер Токкю (Super Tokkyū) от Такео-Онсен в Нагасаки, с поездами, работающими на максимальной скорости 200 км/ч. Как ожидается, это позволит сократить время прохождения между этими городами приблизительно до 1 ч. 24 мин., против 1 ч. 45 мин. в настоящее время. Если весь маршрут будет преобразован в линию Синкансэн, то время в пути будет примерно 41 минута.
Строительство первого 45,7-километрового участка между Такео-Онсен и Исахая началось 28 апреля 2008 года, разрешение на остающееся расстояние 20,3 км до Нагасаки, как ожидается, будет предоставлено в 2009 году.

## Станции
| Станция                                                    | Японское название | Расстояние (км)  | Пересадка                                                                                              | Местоположение   | Местоположение      |
| Маршрут Кагосима                                           | Маршрут Кагосима  | Маршрут Кагосима | Маршрут Кагосима                                                                                       | Маршрут Кагосима | Маршрут Кагосима    |
| Эксплуатируется                                            | Эксплуатируется   | Эксплуатируется  | Эксплуатируется                                                                                        | Эксплуатируется  | Эксплуатируется     |
| ---------------------------------------------------------- | ----------------- | ---------------- | --- | ---------------- | ------------------- |
| Хаката                                                     | 博多              | 0                | Линия Куко (метро), Линия Фукухоку Ютака, Линия Хаката Минами, Главная линия Кагосима, Санъё-синкансэн | Хаката-ку        | префектура Фукуока  |
| Син-Тосу                                                   | 新鳥栖            | 26.3             | Главная линия Нагасаки                                                                                 | Тосу             | префектура Сага     |
| Курумэ                                                     | 久留米            | 32               | Главная линия Кагосима, Главная линия Кюдай                                                            | Куруме           | префектура Фукуока  |
| Тикуго-Фунагоя                                             | 筑後船小屋        | 47.9             | Главная линия Кагосима                                                                                 | Тикуго           | префектура Фукуока  |
| Син-Омута                                                  | 新大牟田          | 59.7             | | Омута            | префектура Фукуока  |
| Син-Тамана                                                 | 新玉名            | 76.3             | | Тамана           | префектура Кумамото |
| Кумамото                                                   | 熊本              | 98.2             | Главная линия Хохи, Главная линия Кагосима, Городской трамвай Кумамото                                 | Кумамото         | префектура Кумамото |
| Син-Яцусиро                                                | 新八代            | 130              | Главная линия Кагосима                                                                                 | Яцусиро          | префектура Кумамото |
| Син-Минамата                                               | 新水俣            | 172.8            | Линия Hisatsu Orange Railway                                                                           | Минамата         | префектура Кумамото |
| Идзуми                                                     | 出水              | 188.8            | Линия Hisatsu Orange Railway                                                                           | Идзуми           | префектура Кагосима |
| Сендай                                                     | 川内              | 221.5            | Линия Hisatsu Orange Railway, Главная линия Кагосима                                                   | Сацумасендай     | префектура Кагосима |
| Кагосима-Тюо                                               | 鹿児島中央        | 256.8            | Линия Ибусуки Макурадзаки, Главная линия Кагосима, Городской трамвай Кагосима                          | Кагосима         | префектура Кагосима |
| Маршрут Нагасаки (Западный Кюсю)                           |                   |                  | |                  |                     |
| В ожидании                                                 |                   |                  | |                  |                     |
| Син-Тосу                                                   | 新鳥栖            |                  | | Тосу             | префектура Сага     |
| Сага                                                       | 佐賀              |                  | Линия Карацу, Главная линия Нагасаки, Линия Сасебо                                                     | Сага             | префектура Сага     |
| На этапе строительства, планируемое завершение — 2018 год. |                   |                  | |                  |                     |
| Такео-Онсен                                                | 武雄温泉          | 0                | Линия Сасебо                                                                                           | Такео            | префектура Сага     |
| Уресино-Онсен                                              | 嬉野温泉          | 10.9             | | Уресино          | префектура Сага     |
| Син-Омура                                                  | 新大村            | 32.2             | | Омура            | префектура Нагасаки |
| Исахая                                                     | 諫早              | 44.8             | Главная линия Нагасаки, Линия Омура, Железнодорожная линия Симабара                                    | Исахая           | префектура Нагасаки |
| Планируется                                                |                   |                  | |                  |                     |
| Нагасаки                                                   | 長崎              |                  | Главная линия Нагасаки, Линия Омура, Электрический трамвай Нагасаки                                    | Нагасаки         | префектура Нагасаки |

1. ↑  Планируется
2. 1 2 3  Будет построена новая станция
3. 1 2  Предварительное имя